# Halbert White
Halbert Lynn White Jr. (Kansas City, 19 de noviembre de 1950 – 31 de marzo de 2012) fue Profesor Distinguido de Economía de los Asociados del Canciller en la Universidad de California en San Diego, y miembro de la Econometric Society y la Academia Estadounidense de las Artes y las Ciencias. White se graduó salutatorian de la Southwest High School en 1968. Consiguió la licenciatura en económicas en el Massachusetts Institute of Technology en 1976, y fue profesor asistente duante os primeros años en la Universidad de Rochester antes de trasladarse a la UCSD en 1979.
Conocido en el campo de las econométricos por su investigación de 1980 sobre los errores stándar dentro la heteroscedasticidad hizo que la prueba de heteroscedasticidad fueran bautizadas con su nombre. La investigación de 1982 contribuyó al desarrollo de la estimación de verosimilitud cuasimáxima. También contribuyó en numerosas áreas como las redes neuronales y la medicina. En 1999, White fue uno de los creadores de la consultoría Bates White, con oficinas en Washington D. C. y San Diego, California.

## Publicaciones seleccionadas
- White, Halbert (1980), «A Heteroskedasticity-Consistent Covariance Matrix Estimator and a Direct Test for Heteroskedasticity», Econometrica 48 (4): 817-838, JSTOR 1912934, doi:10.2307/1912934.
- White, Halbert (1982), «Maximum Likelihood Estimation of Misspecified Models», Econometrica 50 (1): 1-25, JSTOR 1912526, doi:10.2307/1912526, hdl:10338.dmlcz/142956.